# Comuna Jægerspris
Jægerspris (Jægerspris Kommune) a fost o comună din comitatul Frederiksborg Amt, Danemarca, care a existat între anii 1970-2006. Comuna avea o suprafață totală de 95,58 km² și o populație de 9.512 de locuitori (în 2004), iar din 2007 teritoriul său face parte din comuna Frederikssund.
1. ↑  Danske borgmestre 1970-2018 (PDF)